# Остров Шельбаха
Остров Шельбаха — остров в Крестовой губе Баренцева моря. Входит в архипелаг Новая Земля. Административно принадлежит Архангельской области России.

## Характеристика
Как и весь архипелаг, остров расположен за северным полярным кругом. Климат арктический, суровый. Из растительности присутствуют мхи и лишайники. Остров необитаем.
Остров вытянут с северо-востока на юго-запад. Берега острова сплошь скалистые, высотой более 10 метров. В южной части восточного берега имеется каменистый пляж, у северной в море множество скал. Значительно углубленных в остров бухт не имеет. Северный мыс сильно вдаётся в море.
Поверхность острова равнинная, имеются две подболоченные низины — в центре и на юго-западе. Реки и озёра отсутствуют.
Ближайшая к острову земля — мыс Каменный острова Северный. Ближайшие малые острова: остров Врангеля на западе, и два безымянных острова на севере.

## Топографические карты
- Лист карты S-40-XIII,XIV разв. Крестовая Губа. Масштаб: 1 : 200 000. Указать дату выпуска/состояния местности.